# Happymod
HappyMod é uma loja de aplicativos modificados para celular. Ele oferece mods do Minecraft, Toca Life World, Roblox, Subway Surfers e mais. Também tem comentários, login,imagens,hashtags e outros
- Jogo

1. ↑  DOI Desativado, Último (17 de julho de 2019). «DOI Desativado». dx.doi.org. Consultado em 23 de outubro de 2023